# José Franco Montes
José Franco y Montes (Vigo, 21 de enero de 1879-ídem. el 31 de julio de 1939) fue un escultor, arquitecto y político español.
Arquitecto de la Real Academia de San Fernando, profesor de las Escuelas Superior y Elemental de Artes e Industria de Vigo y de la municipal de la misma ciudad, arquitecto municipal de Vigo y arquitecto diocesano de Tuy. Fue vicepresidente y fundador de la Asociación de Arquitectos de Galicia (actual Colegio de Arquitectos gallego), fundador de la Cámara de la Propiedad Urbana de Vigo, secretario del Partido Liberal de Vigo, concejal del ayuntamiento de Vigo por el Partido Liberal, teniente de alcalde del ayuntamiento de Vigo y alcalde en funciones, diputado provincial por Pontevedra. También fue escultor.

## Historia
Nacido en Vigo (Provincia de Pontevedra) en 1879, hijo de Manuel Franco y Franco (concejal de Vigo) y Matilde Domonte. Hace sus primeros estudios y bachillerato en el colegio de los Jesuitas de Camposancos (La Guardia, Pontevedra). Estudió arquitectura superior en Madrid acabando la carrera con 24 años. Casó con Emérita Fernán-Díez en la iglesia de Santiago de Vigo en 1915. Sólo tuvieron una hija, Matilde Franco y Fernán-Díez, que casó con el marqués de la Sala de Partinico, Manuel Santiago Thomás de Carranza y de Luque-Romero.
En 1905 es nombrado arquitecto municipal de Vigo y en 1906 vicepresidente de la Asociación de Arquitectos de Galicia. En 1908 funda la Cámara de la Propiedad Urbana de Vigo. En 1909 es elegido secretario del Partido Liberal de Vigo y con 30 años se convierte en concejal del Ayuntamiento de Vigo. Fue también diputado provincial y concejal honorífico de La Coruña. En 1916 es nombrado arquitecto diocesano de Tuy. Queda viudo el 10 de junio de 1936. Fue nombrado teniente de alcalde de Vigo en 1938, ostentando el cargo de alcalde en funciones de Vigo. Fue nombrado presidente del Patronato local de Formación Profesional de Vigo en el mismo año.

## Su obra

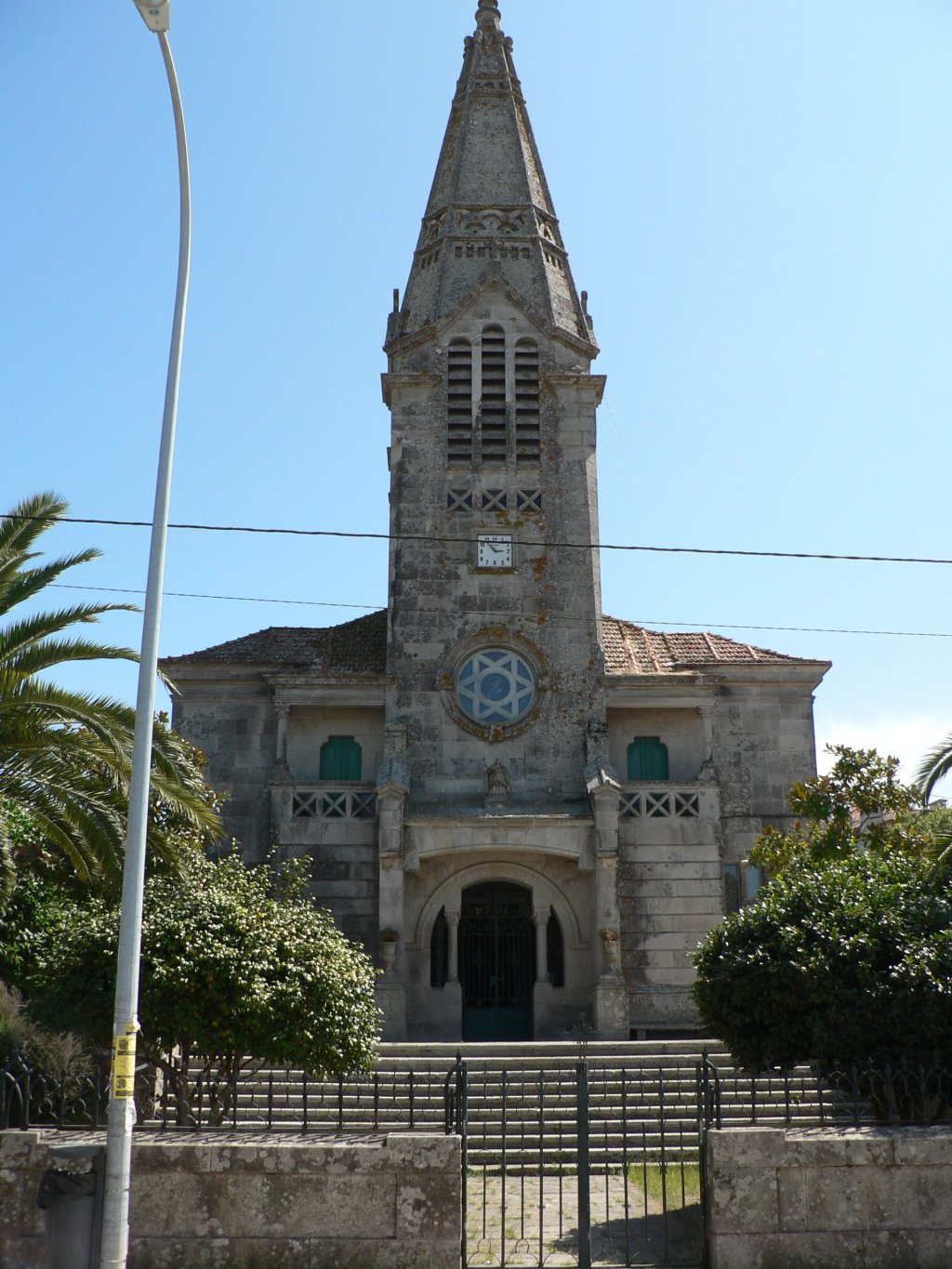
Iglesia de santa Cristina de Sabarís.

Su obra, de estilo modernista, se desarrolla desde 1904 hasta el final de su vida. Entre sus proyectos destacan:
- Chalet del Pilar, Vigo (Pontevedra), hoy "Casa de la Juventud" en calle López Mora n.º 31.[4]
- Obras de adaptación del colegio de los Jesuitas en Camposancos (La Guardia, Pontevedra).
- Iglesia de santa Cristina de Sabarís en Bayona (Pontevedra).
- Ayuntamiento de la Estrada (Pontevedra).
- Colegio del Apóstol Santiago de los Jesuitas, calle Sanjurjo Badía en Vigo (Pontevedra).
- Casa Palacio de Estanislao Núñez Saavedra (fue quemada durante el levantamiento militar de 1936).
- Obras en Lugo y Santiago de Compostela.
- Casa de los Condes de Torrecedeira (Vigo, Pontevedra).
- Casa de Joaquín Pérez Boullosa, en Plaza de Compostela nº24.
- Casa de los hermanos Suárez, en Montero Ríos n.º 2.